# Igor Duljaj
Igor Duljaj (en serbe en écriture cyrillique : Игор Дуљај), né le 29 octobre 1979 à Topola (Yougoslavie aujourd'hui en Serbie), est un ancien footballeur international serbe. Il jouait au poste de milieu défensif.

## Carrière

### En club
- 1997-2004 : Partizan Belgrade -  Serbie-et-Monténégro
- 2004-2010 : Chakhtar Donetsk -  Ukraine
- 2010-2014 : PFC Sébastopol -  Ukraine

### En équipe nationale
Il a honoré sa première cape le 15 novembre 2000 contre  l'équipe de Roumanie.
Duljaj a participé à la coupe du monde 2006 avec l'équipe de Serbie-et-Monténégro. 
- 47 sélections (0 but) en équipe nationale entre 2000 et 2007.

## Palmarès
Partizan Belgrade
- Champion de Yougoslavie : 1999, 2002 et 2003.
- Vainqueur de la Coupe de Yougoslavie : 1998 et 2001.

 Chakhtar Donetsk
- Champion d'Ukraine : 2005, 2006 et 2008 et 2010.
- Vainqueur de la Coupe d'Ukraine : 2004 et  2008.
- Vainqueur de la Supercoupe d'Ukraine : 2005 et 2008.
- Vainqueur de la Coupe UEFA : 2009.

## Parcours d'entraîneur
- 2022-fév. 2023 :  FK Teleoptik
- fév. 2023-avr. 2024 :  FK Partizan Belgrade